# Raphia
Raphia ist eine Pflanzengattung innerhalb der Familie der Palmengewächse (Arecaceae). Die etwa 22 Arten kommen überwiegend im tropischen Afrika vor. Die Blätter von Raphia regalis gelten mit bis zu 25 Meter Länge als die größten im Pflanzenreich.

## Beschreibung

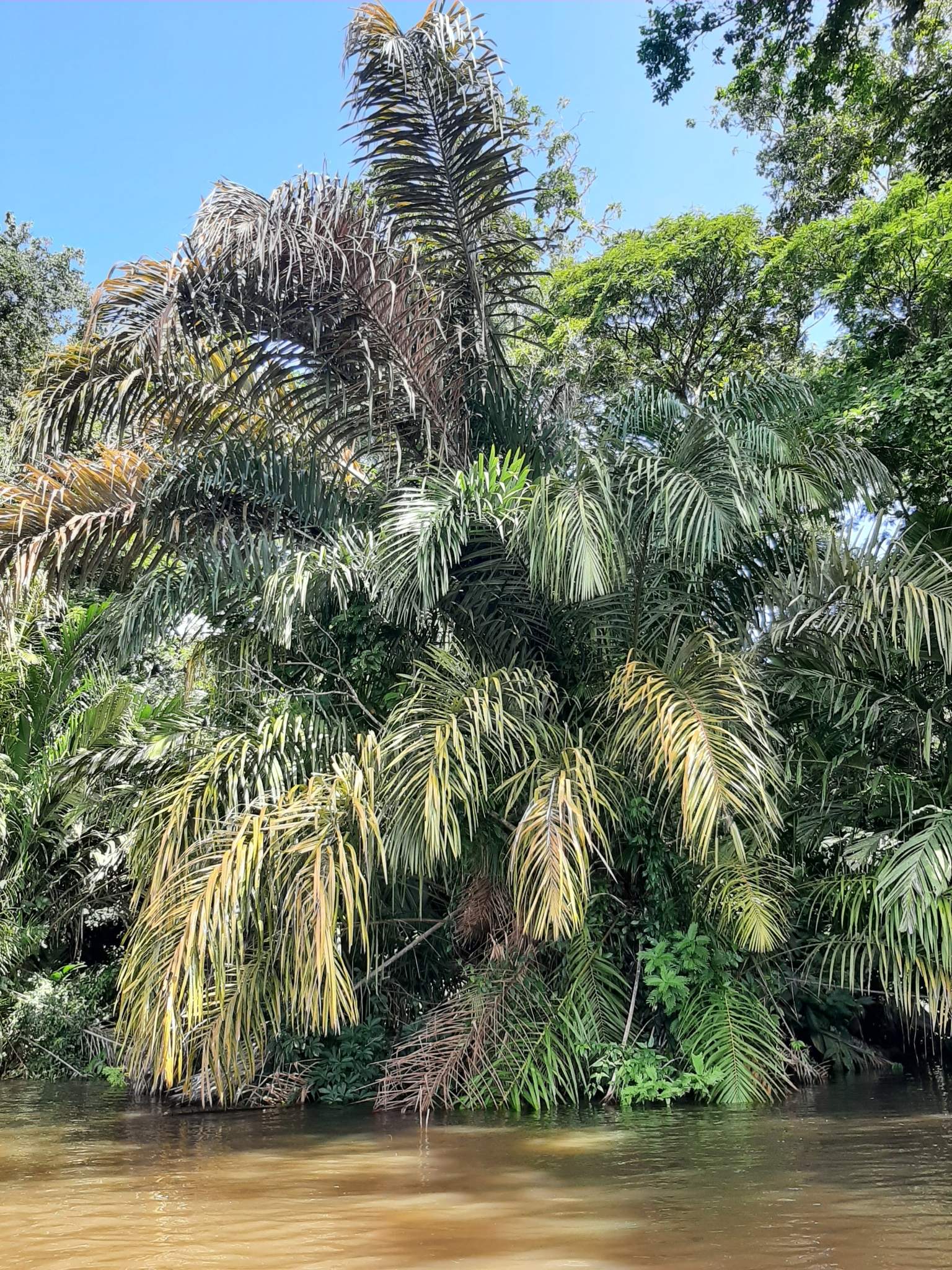
Habitus von Raphia taedigera

### Erscheinungsbild
Raphia-Arten sind mächtige, stammlose oder baumförmige Palmen. Die Stämme stehen einzeln oder in Gruppen und sind bewehrt.

### Blätter
Die Blätter sind sehr groß, gefiedert und verbleiben nach dem Absterben an der Pflanze. Die unbewehrte Blattscheide zerfällt mit der Zeit in schmale Streifen oder teils in schwarze Fasern (Piassava genannt). Der Blattstiel ist kurz bis sehr lang, unbewehrt und meist an der Oberseite nahe der Basis tief gefurcht. Die Fiederblättchen sind einfach gefaltet, linealisch, zahlreich und stehen derart, dass sie dem Blatt ein fiederiges Aussehen verleihen. Am Blattrand und an der Mittelrippe sind sie mit kurzen Stacheln versehen.

### Blütenstände
Raphia-Arten blühen nur einmal (hapaxanth). Raphia-Arten sind einhäusig getrenntgeschlechtig (monözisch).
Die Blütenstände sind zweifach verzweigt. Mehrere entstehen gleichzeitig in den Achseln der obersten wenigen Blätter. Sie stehen entweder zwischen den Blättern (intrafoliar) und sind hängend, oder sie stehen oberhalb der Blätter (suprafoliar) und bilden eine aufrechte, massive zusammengesetzte Infloreszenz. Der Blütenstandsschaft ist kurz. Das Vorblatt ist röhrig, zweikielig und hat eine enge bis aufgeblasene Scheide. Es gibt mehrere Hochblätter am Blütenstandsschaft. Die Blütenstandsachse ist wesentlich länger als der -schaft. Die Hochblätter stehen an der Achse in zwei oder vier Reihen, sind röhrig und tragen meist einen Seitenzweig erster Ordnung. Diese sind zurückgebogen oder abstehend und tragen ein zweikieliges, röhriges Vorblatt und in zwei oder vier Reihen röhrige Hochblätter, von denen jedes, außer dem Vorblatt und einem bis wenigen untersten Hochblättern, eine blütentragende Achse (Rachilla) trägt.
Die Hochblätter der Rachilla stehen ebenfalls in zwei oder vier Reihen. Im unteren Viertel bis zwei Dritteln der Länge stehen in den Hochblättern eine weibliche Blüte und zwei Brakteolen. Im oberen Bereich tragen sie eine männliche Blüte mit einer einzelnen Brakteole.

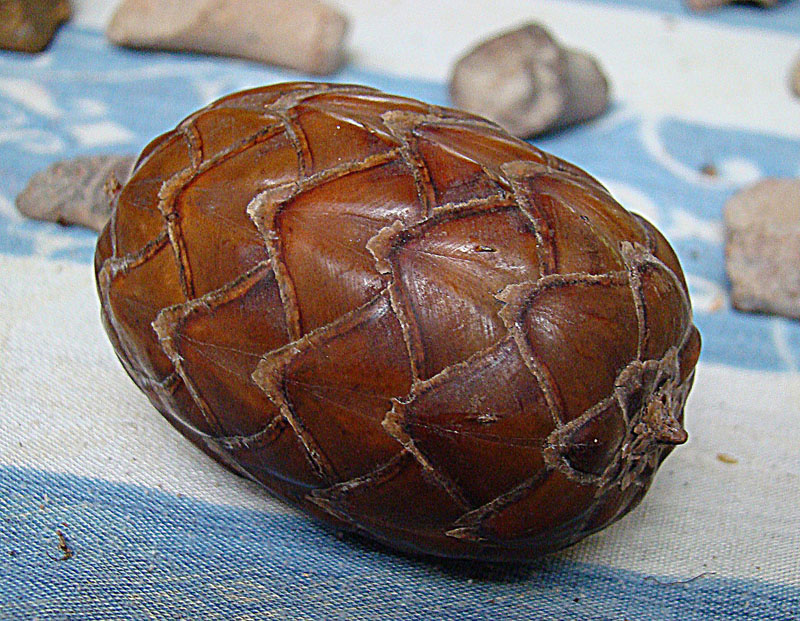
Frucht von Raphia taedigera

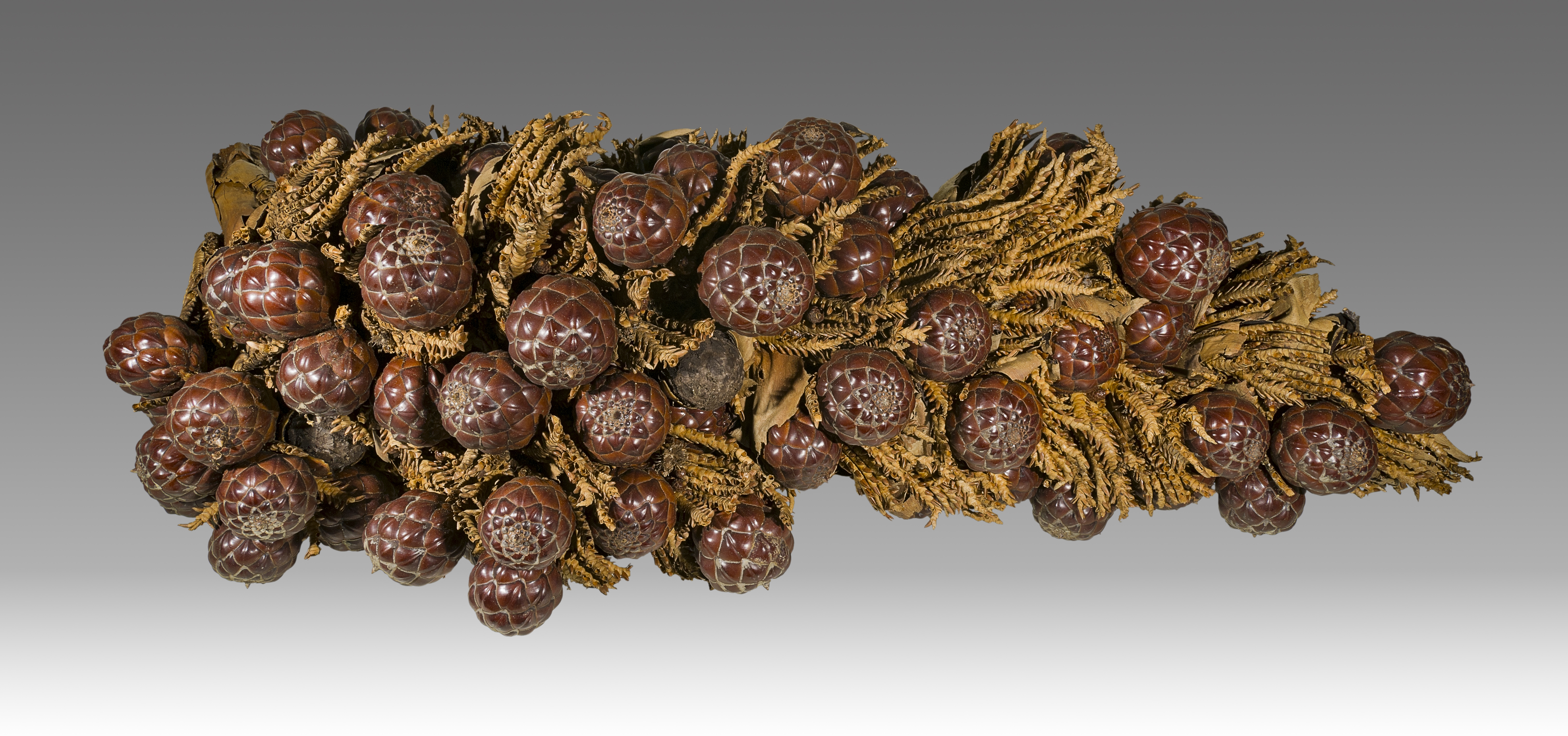
Fruchtstand von Raphia farinifera

### Blüten
Die männlichen Blüten haben einen röhrigen Kelch mit drei flachen Lappen. Die Krone reicht weit über den Kelch hinaus, glänzt leicht und ist an der Basis verwachsen. Die drei Lappen sind lange, dreieckig und leicht stachelartig. Die sechs bis 30 Staubblätter haben schmale Staubfäden, die getrennt stehen oder zu einer Röhre vereint sind. Die Staubbeutel sind lang und pfeilförmig.
Der Pollen ist ellipsoidisch und bisymmetrisch. Die Keimöffnung ist ein distaler Sulcus, meist deutlich kürzer als die lange Achse. Ihre längste Achse misst 17 bis 35 Mikrometer.
Die weiblichen Blüten reichen manchmal nicht vollständig aus ihren Tragblättern heraus. Der Kelch ist röhrig, die Krone nicht immer länger als der Kelch. Sie ist etwa zur Hälfte röhrig und hat drei dreieckige Lappen. Die Staminodien bilden einen epipetalen Ring mit 6 bis 16 Zähnen, auf denen die flachen, kurzen, leeren Antheren stehen. Der Fruchtknoten ist dreifächrig mit drei Samenanlagen. Es ist eiförmig bis konisch, der Griffel ist kurz und trägt eine dreilappige Narbe. Die Fächertrennung ist unvollständig, die Samenanlagen sitzen basal und sind anatrop.

### Früchte und Samen
Die Frucht ist meist groß, elliptisch und enthält einen Samen. Das Exokarp trägt senkrechte Reihen von großen, nach hinten weisenden Schuppen. Das Mesokarp ist dick, mehlig und ölreich. Das Endokarp ist nicht ausdifferenziert. Der Samen hat eine trockene Samenschale, das Endosperm weist wenige tiefe Furchen auf.

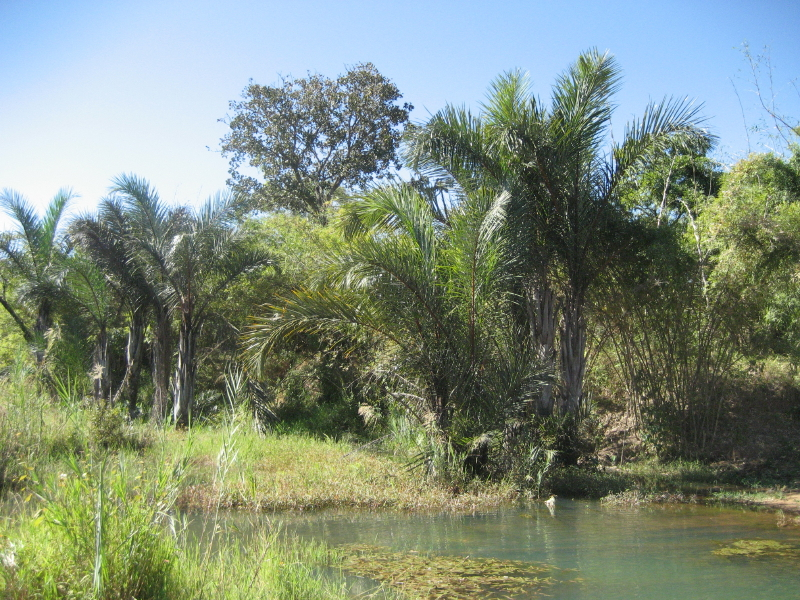
Habitus von Raphia farinifera

### Chromosomensätze
Die Chromosomenzahl beträgt 2n = 28.

## Vorkommen
Die meisten Arten sind in Afrika beheimatet, wo sie in den feuchteren Gebieten von Äquatorialafrika und Madagaskar vorkommen. Die eine Art auf Madagaskar wurde möglicherweise vom Menschen eingeführt. Eine Art, Raphia taedigera, kommt in der Neotropis vor ist dort aber wohl ein Neophyt.
Die meisten Arten wachsen in Sumpfland und bilden zum Teil Moorwälder. Raphia regalis wächst an Hängen in feuchtem tropischem Regenwald.

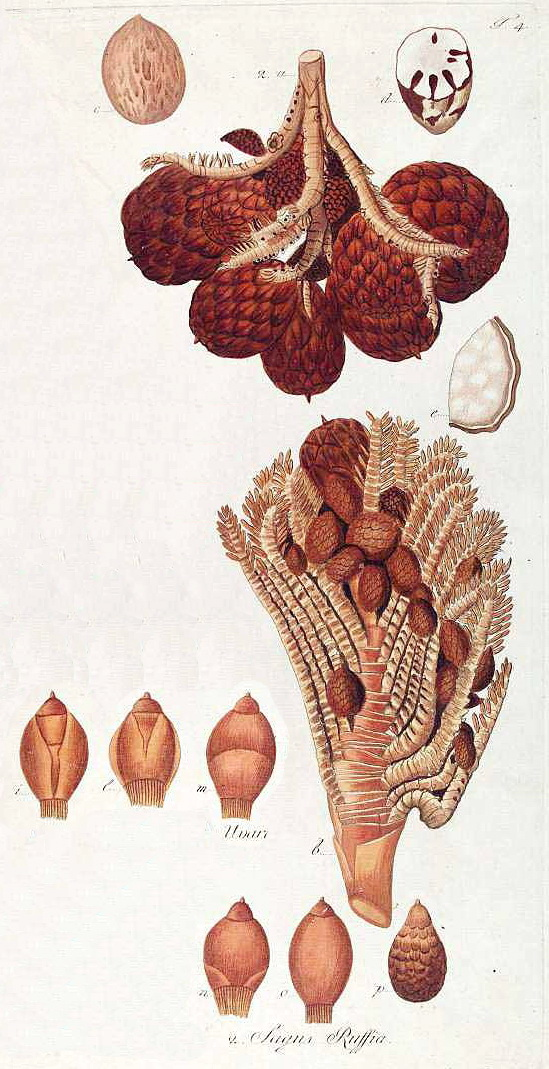
Illustration von Raphia farinifera

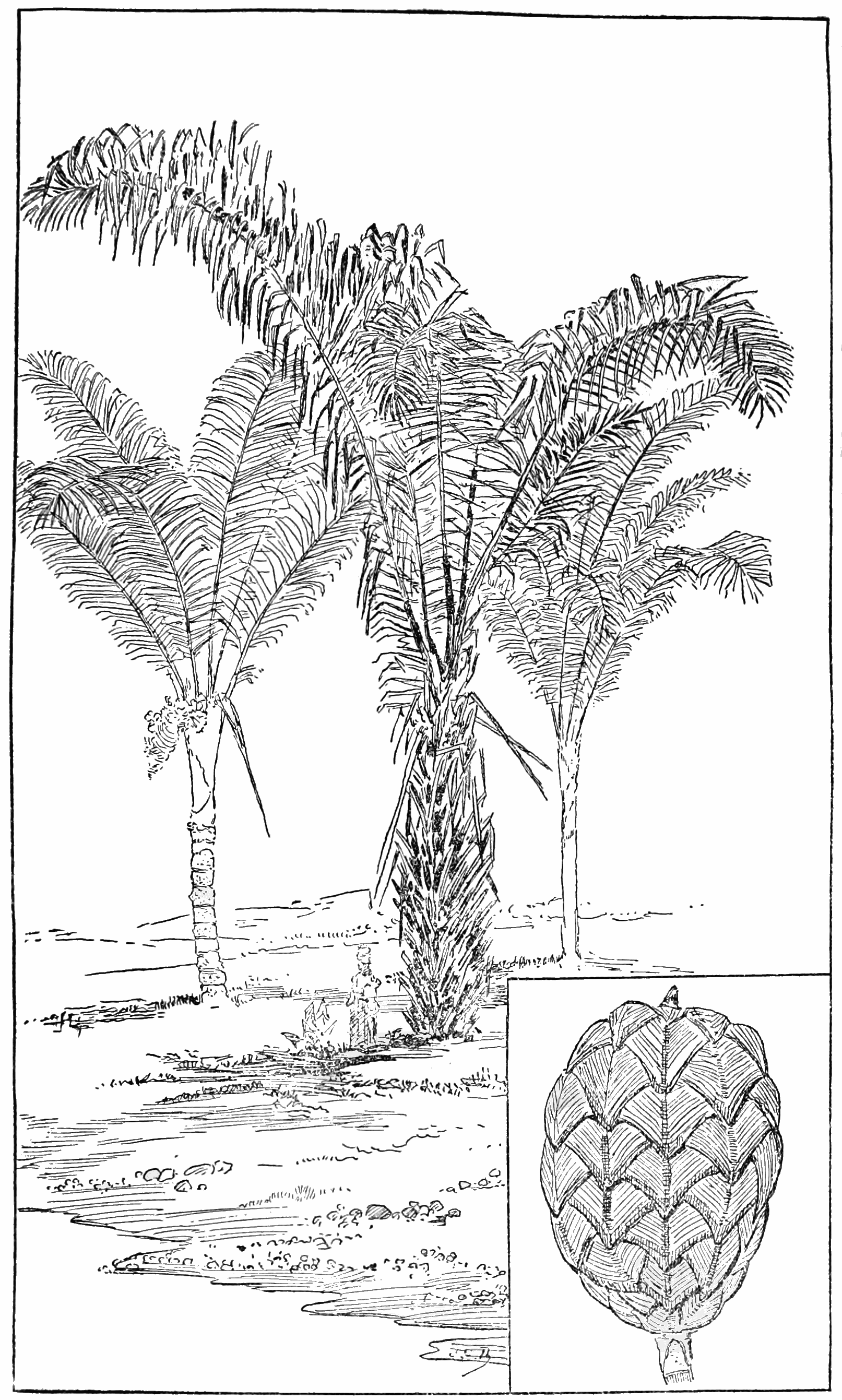
Illustration von Raphia taedigera

## Systematik
Die Gattung Raphia wurde 1806 durch Ambroise Marie François Joseph Palisot de Beauvois in Flore d'Oware et de Bénin, en Afrique, Band 1, Seite 75 aufgestellt. Der Gattungsname Raphia leitet sich vom madagassischen Vernakularnamen rofia ab.
Raphia ist die einzige Gattung der Subtribus Raphiinae der Tribus Lepidocaryeae in der Unterfamilie Calamoideae innerhalb der Familie Arecaceae. Die Subtribus Raphiinae ist die Schwestergruppe der Subtribus Mauritiinae. Die Monophylie der Gattung Raphia wurde nicht untersucht (Stand 2008).
Es gibt seit 2018 etwa 22 Arten:
- Raphia africana Otedoh: Die Heimat ist das südöstliche Nigeria und Kamerun.[1]
- Raphia australis Oberm. & Strey: Die Heimat reicht von Mosambik bis Südafrika.[1]
- Raphia farinifera (Gaertn.) Hyl.: Sie ist im tropischen Afrika und auf Madagaskar weitverbreitet.[1]
- Raphia gabonica: Kamga Die Heimat ist das zentrale Gabun.[2]
- Raphia gentiliana De Wild.: Die Heimat ist die Zentralafrikanische Republik und Zaire.[1]
- Raphia hookeri G.Mann & H.Wendl.: Sie ist vom tropischen Westafrika bis Angola verbreitet.[1]
- Raphia laurentii De Wild.: Die Heimat reicht von der südlichen Zentralafrikanischen Republik bis Angola.[1]
- Raphia longiflora G.Mann & H.Wendl.: Die Heimat reicht von Nigeria bis Zaire.[1]
- Raphia mambillensis Otedoh: Die Heimat reicht von Nigeria bis zum südlichen Sudan.[1]
- Raphia mannii Becc.: Die Heimat ist das südliche Nigeria und Bioko.[1]
- Raphia matombe De Wild.: Die Heimat reicht von der angolanischen Exklave Cabinda bis zur südlichen Demokratischen Republik Kongo.[1]
- Raphia monbuttorum Drude: Sie ist in zwei Varietäten vom westlich-zentralen tropischen Afrika bis Nigeria und zum südlichen Sudan verbreitet.[1]
- Raphia palma-pinus (Gaertn.) Hutch.: Sie ist mit zwei Unterarten vom tropischen Westafrika bis zum tropischen Zentralafrika verbreitet:
  - Raphia palma-pinus subsp. nodostachys Otedoh: Sie kommt im westlichen tropischen Afrika vor.[1]
  - Raphia palma-pinus subsp. palma-pinus: Sie kommt im westlichen und westlich-zentralen tropischen ASfrika vor.[1]
- Raphia regalis Becc.: Die Heimat reicht vom südlichen Nigeria bis Angola.[1]
- Raphia rostrata Burret: Sie ist im westlich-zentralen tropischen Afrika verbreitet.[1]
- Raphia ruwenzorica Otedoh: Die Heimat reicht von der östlichen Demokratischen Republik Kongo bis Burundi.[1]
- Raphia sese De Wild.: Die Heimat ist die Demokratischen Republik Kongo.[1]
- Raphia sudanica A.Chev.: Die Heimat reicht vom westlichen tropischen Afrika bis zum Kongogebiet.[1]
- Raphia taedigera (Mart.) Mart.: Sie ist von Nigeria bis Kamerun und von Mittelamerika bis ins nordwestliche Kolumbien und nach Brasilien verbreitet.[1]
- Raphia textilis Welw.: Sie ist vom tropischen Westafrika bis Angola verbreitet.[1]
- Raphia vinifera P.Beauv.: Sie ist im tropischen West- und Zentralafrika verbreitet.[1]
- Raphia zamiana Kamga: Die Erstbeschreibung erfolgte 2018. Sie kommt im südlichen Kamerun und im westlichen Gabun vor.[2]

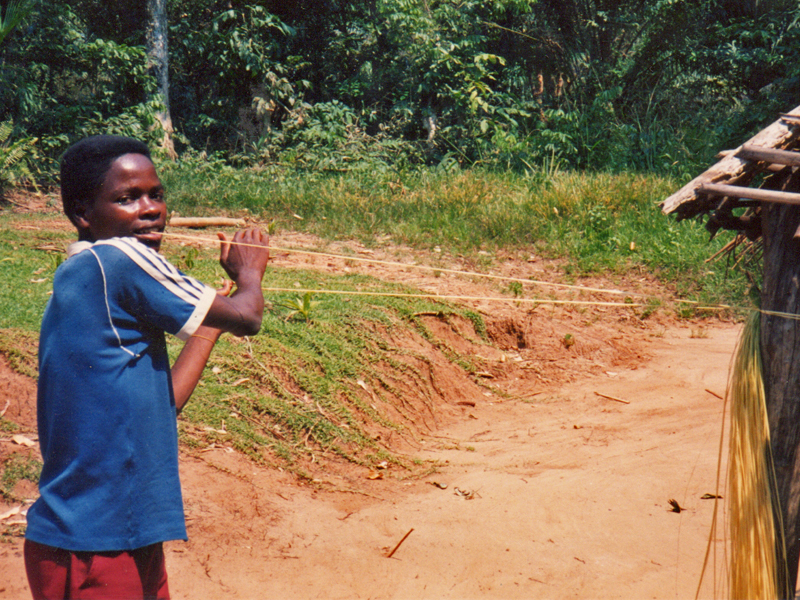
Herstellung von Seilen aus Raffiafasern

## Nutzung
Einige Arten haben in Afrika eine wirtschaftliche Bedeutung. Aus den Fiederblättchen werden Raffiafasern gewonnen, die lokal zu verschiedenen Gegenständen verarbeitet werden, wie Körben und Seilen. Sie werden auch als Gartenschnüre und als Webmaterial exportiert.
Die Blattstiele einiger Arten werden wie Bambus im Haus- und Möbelbau verwendet (daher auch die Bezeichnung Bambuspalme). Die Blattspreiten dienen zum Dachdecken. Wegen ihrer Festigkeit und Elastizität werden im zentralen Afrika aus den Blattstielen Lamellen für Lamellophone wie das Timbrh in Kamerun hergestellt.
Durch Anzapfen der Sprossspitze wird Palmwein gewonnen. Aus dem Mesokarp einiger Arten wird Öl zum Kochen gewonnen. Samen und Stamm-Apex werden manchmal gegessen. Die Früchte einiger Arten werden als Fischgift verwendet.

## Belege